# Mikołaj Szczęsny Potocki

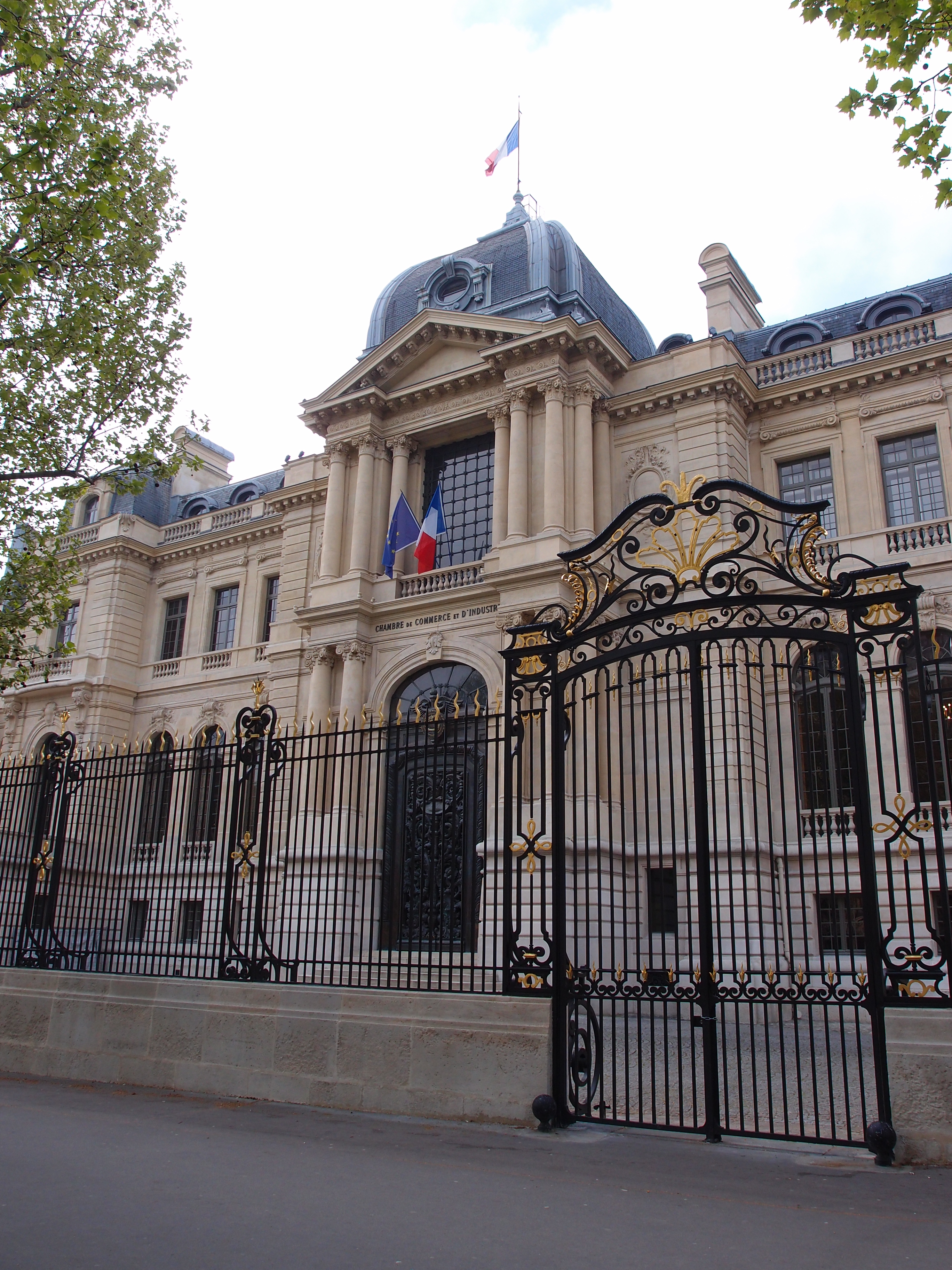
Należący do Mikołaja Potockiego Hôtel Potocki w Paryżu

Mikołaj Potocki herbu Pilawa (ur. 28 lutego 1845 w Tulczynie, zm. 3 czerwca 1921 w Paryżu) – hrabia we Francji znany jako Félix-Nicolas Potocki.
Syn Mieczysława Potockiego i Emilii Świeykowskiej herbu Trzaska.
W 1861 roku zamieszkał we Francji, do której przybył wraz ze skonfliktowaną z jego ojcem matką. W 1872 roku Mikołaj ożenił się z Emmanuelą Pignatelli di Cerchiara, córką dawnego ambasadora Królestwa Neapolu w Rosji. Po śmierci ojca w 1878 roku, mimo złych relacji pomiędzy nimi, odziedziczył na mocy testamentu jego gigantyczny majątek.
W latach 80. XIX w. w pałacu Hôtel Potocki przy av. de Friedland 27 w Paryżu, jego żona urządziła znany w Paryżu salon literacki, w którym gromadziło się tzw. braterstwo Machabeuszy, w tym Jacques-Émile Blanche, Jean Béraud, Paul Bourget, Albert Cahen, Elme-Marie Caro, Charles Ephrussi, Jean-Louis Forain, Henri Gervex, Frédéric Mistral, Guy de Maupassant, Robert de Montesquiou, Samuel Pozzi, Gustave Schlumberger, Charles-Marie Widor. Małżeństwo żyło osobno i Mikołaj głównie zajmował się polowaniem w lasach wokół swojego ulubionego pałacu La Grange Colombe pod Rambouillet, gdzie między innymi w 1907 roku gościł pianistę Artura Rubinsteina, który opisał to spotkanie we wspomnieniach.
W 1905 otrzymał serbski Krzyż Wielki Orderu Krzyża Takowy.
Zmarł bezpotomnie przekazując swój majątek i dzieła sztuki dalekiemu krewnemu Alfredowi Potockiemu z Łańcuta, który roztrwonił go po 1945 roku.
Mikołaja Potockiego pochowano na cmentarzu w Montrésor we Francji.